# Szumaki
Szumaki (biał. Шумакі, ros. Шумаки – wieś na Białorusi w rejonie brzeskim obwodu brzeskiego w sielsowiecie Klejniki.

## Geografia
Miejscowość położona na południowy zachód od Motykał Wielkich nad rzeką Leśną, między wsiami Terebuń, Kostycze i Kotelnia Bojarska.

## Historia
Według legendy w XVIII w. na brzegu Leśny stał zamek Jana Szujskiego, podkomorzego brzeskiego. W XIX w. Szumaki znajdowały się w gminie Motykały ujezdu brzeskiego guberni grodzieńskiej. W okresie międzywojennym Szumaki należały do gminy Motykały w powiecie brzeskim województwa poleskiego. Według spisu powszechnego z 1921 r. była to wieś licząca 15 domów. Mieszkało tu 101 osób: 47 mężczyzn, 54 kobiet. Pod względem wyznania żyło tu 8 rzymskich katolików, 93 prawosławnych. 10 mieszkańców deklarowało narodowość polską, a 91 rusińską.
Po II wojnie światowej w granicach ZSRR i od 1991 r. w niepodległej Białorusi. 

## Zabytki
Z Szumakami związana jest cerkiew Przemienienia Pańskiego w Kotelni Bojarskiej, ufundowana w 1609 r., jedna z najstarszych na Polesiu.